# Antaramut
Antaramut (en arménien Անտառամուտ ) est une communauté rurale du marz de Lorri en Arménie. En 2008, elle compte 299 habitants.